# Gęstość energii

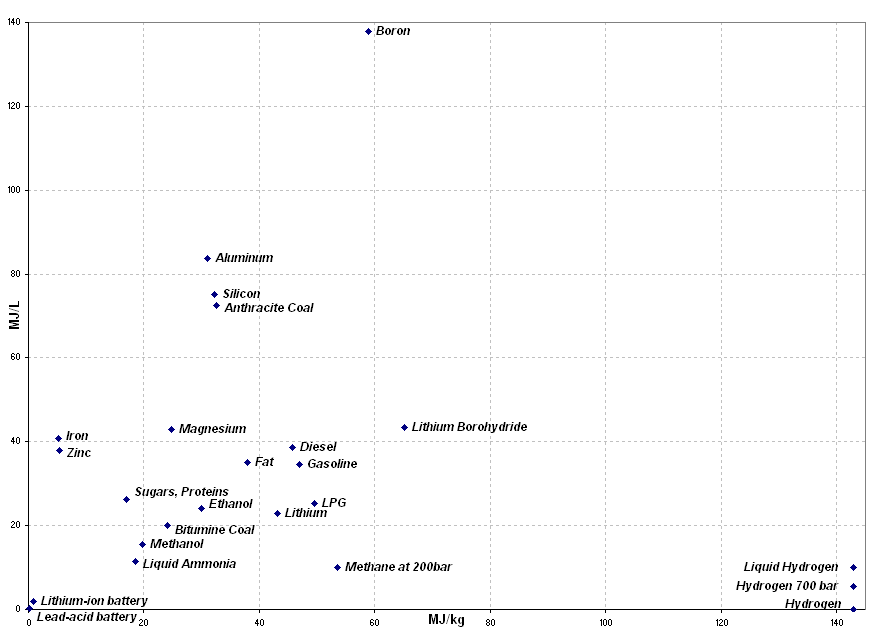
Gęstość energii wybranych źródeł energii

Gęstość energii – ilość energii znajdującej się w określonej objętości lub masie. Znaczenie tego terminu zależy od kontekstu, który określa w jaki sposób ta energia może zostać wydobyta – np. przez spalanie czy przeprowadzenie reakcji jądrowej.
Ponieważ samo wydobycie energii nigdy nie odbywa się ze 100% sprawnością, gęstość energii nie określa jednoznacznie efektywności danego jej źródła. Zasady termodynamiki nakładają fundamentalne ograniczenia na efektywność wszelkiego rodzaju urządzeń przetwarzających energię.
Dodatkowymi czynnikami wpływającymi na efektywność mogą być koszty transportu energii, rafinacji paliw, utylizacji odpadów itp.

## Rzeczywiste gęstości energii
Poniższa tabela zawiera gęstości energii różnych jej źródeł, przy uwzględnieniu wszystkich elementów procesu.
| Typ źródła energii                                                | Gęstość energii w jednostce masy (MJ/kg) | Gęstość energii w jednostce objętości (MJ/dm³) |
| ----------------------------------------------------------------- | ---------------------------------------- | ---------------------------------------------- |
| Anihilacja                                                        | 89 876 000                               |                                                |
| Fuzja wodoru w Słońcu                                             | 645 000                                  |                                                |
| Energia kinetyczna ciała o prędkości 10% prędkości światła        | 450 000                                  |                                                |
| Fuzja deuter-tryt                                                 | 337 000                                  |                                                |
| Rozszczepienie uranu (100% U-235)                                 | 88 250 000                               | 1 500 000                                      |
| Naturalny uran (99,3% U-238, 0,7% U-235) w reaktorze powielającym | 24 000                                   |                                                |
| Uran wzbogacony (3,5% U-235) w reaktorze jądrowym                 | 3 456 000                                |                                                |
| Naturalny uran (0,7% U-235) w reaktorze jądrowym                  | 443 000                                  |                                                |
| Energia kinetyczna komety uderzającej w Ziemię (minimalna)        | 140                                      |                                                |
| Energia kinetyczna meteoroidu uderzającego w Ziemię (minimalna)   | 63                                       |                                                |
| Energia potencjalna satelity Ziemi (na niskiej orbicie)           | 33                                       |                                                |
| Trotyl                                                            | 4,610                                    | 6,92                                           |
| Nanoakumulator                                                    | 2,54                                     |                                                |
| Akumulator litowy (LiSOCl 2)                                      | 2,5                                      |                                                |
| Akumulator fluorowo-jonowy                                        | 1,7                                      | 2,8                                            |
| Ciekła sól, jako zbiornik energii (w przybliżeniu)                | 1                                        |                                                |
| Akumulator sodowo-siarkowy                                        |                                          | 1,23                                           |
| Akumulator litowo-jonowy (LiCoO 2)                                | 0,889                                    | 0,71                                           |
| Ciekły azot, jako zbiornik energii                                | 0,77                                     | 0,62                                           |
| Koło zamachowe, jako zbiornik energii (maksymalna uzyskiwana)     | 0,5                                      |                                                |
| Pocisk karabinowy (5,56 × 45 mm NATO)                             | 0,4                                      | 3,2                                            |
| Ciepło topnienia lodu                                             | 0,335                                    | 0,335                                          |
| Akumulator cynkowo-bromowy                                        | 0,27                                     |                                                |
| Akumulator niklowo-metalowo-wodorkowy                             | 0,250                                    | 0,493                                          |
| Akumulator niklowo-kadmowy                                        | 0,14                                     |                                                |
| Akumulator kwasowo-ołowiowy                                       | 0,09                                     |                                                |
| Superkondensator                                                  | 0,0206                                   | 0,050                                          |
| Kondensator                                                       | 0,002                                    |                                                |
| Woda w zbiorniku na wysokości 100 m                               | 0,001                                    | 0,001                                          |
| Sprężyna                                                          | 0,0003                                   | 0,0006                                         |
| Typ źródła energii                                                | Gęstość energii w jednostce masy (MJ/kg) | Gęstość energii w jednostce objętości (MJ/dm³) |

## Gęstości energii bez uwzględniania utleniaczy
Poniższa tabela zawiera gęstości energii paliw, które wymagają zewnętrznych utleniaczy, takich jak tlen. Podane liczby nie uwzględniają masy ani objętości tlenu biorącego udział w reakcji. W większości zastosowań można zakładać, że jest on dostępny w dowolnych ilościach w atmosferze. Podane objętości paliw gazowych dotyczą temperatury pokojowej i ciśnienia 1000 hPa.
| Typ źródła energii             | Gęstość energii w jednostce masy (MJ/kg) | Gęstość energii w jednostce objętości (MJ/dm³) |
| ------------------------------ | ---------------------------------------- | ---------------------------------------------- |
| Ciekły wodór                   | 143                                      | 10,1                                           |
| Gazowy wodór                   | 143                                      | 0,01079                                        |
| Beryl                          | 67,6                                     | 125,1                                          |
| LiBH4                          | 65,2                                     | 43,4                                           |
| Bor                            | 58,9                                     | 137,8                                          |
| Metan                          | 55,6                                     | 0,0378                                         |
| Gaz ziemny                     | 53,6                                     | 10,0                                           |
| LPG propan                     | 49,6                                     | 25,3                                           |
| LPG butan                      | 49,1                                     | 27,7                                           |
| Benzyna                        | 46,4                                     | 34,2                                           |
| Polipropylen                   | 46,4                                     | 41,7                                           |
| Polietylen                     | 46,3                                     | 42,6                                           |
| Ropa naftowa                   | 46,3                                     | 37,0                                           |
| Olej napędowy                  | 46,2                                     | 37,3                                           |
| lit                            | 43,1                                     | 23,0                                           |
| Nafta lotnicza                 | 42,8                                     | 33,0                                           |
| Biodiesel                      | 42,2                                     | 33,0                                           |
| Dimetylofuran                  | 42,0                                     | 37,8                                           |
| Polistyren                     | 41,4                                     | 43,5                                           |
| Metabolizm kwasów tłuszczowych | 38,0                                     | 35,0                                           |
| E85 (85% etanol, 15% benzyna)  | 33,1                                     | 25,6                                           |
| Grafit (100% węgla)            | 32,7                                     | 72,9                                           |
| Antracyt (97% węgla)           | 32,5                                     | 72,4                                           |
| Krzem                          | 32,2                                     | 75,1                                           |
| Aluminium                      | 31,0                                     | 83,8                                           |
| Etanol                         | 30,0                                     | 24,0                                           |
| Magnez                         | 24,7                                     | 43,0                                           |
| Bitumy                         | 24,0                                     | 20,0                                           |
| PET                            | 23,5                                     |                                                |
| Czekolada                      | 22,0                                     |                                                |
| Metanol                        | 19,7                                     | 15,6                                           |
| Hydrazyna                      | 19,5                                     | 19,3                                           |
| Amoniak                        | 18,6                                     | 11,5                                           |
| PVC                            | 18,0                                     | 25,2                                           |
| Brykiety                       | 17,7                                     |                                                |
| Metabolizm cukrów              | 17,0                                     | 26,2                                           |
| Wapń                           | 15,9                                     | 24,6                                           |
| Wysuszony kał krowi            | 15,5                                     |                                                |
| Węgiel brunatny (65% węgla)    | 14,0                                     |                                                |
| Sód                            | 13,3                                     | 12,8                                           |
| Torf                           | 12,8                                     |                                                |
| Odpady gospodarstw domowych    | 8,0                                      |                                                |
| Drewno                         | 6,0                                      |                                                |
| Cynk                           | 5,3                                      | 38,0                                           |
| Teflon                         | 5,1                                      | 11,2                                           |
| Żelazo                         | 5,2                                      | 40,7                                           |
| Akumulator cynkowo-powietrzny  | 1,33                                     |                                                |
| Typ źródła energii             | Gęstość energii w jednostce masy (MJ/kg) | Gęstość energii w jednostce objętości (MJ/dm³) |